# Attila Mokos
Attila Mokos (* 13. prosinec 1964, Želiezovce) je slovenský divadelní a filmový herec maďarské národnosti, a svého času umělecký šéf Jókaiho divadla v Komárně.
S divadlem začínal již v roce 1984 v Divadle Thália, kde nastoupil po skončení gymnázia, tehdy ještě bez hereckého vzdělání. V roce 1993 absolvoval studium na VŠMU obor herectví. Po absolvování studia nastoupil do Jókaiho divadla.
Mezi jeho nejznámější filmy patří snímek Martina Šulíka Krajinka, kde filmově debutoval. Dále filmy Kruté radosti, Pokoj v duši, Meruňkový ostrov. Hraje také v televizním seriálu Bouřlivé víno.

## Výběr z filmografie
- 1993 – Případ na venkově
- 2000 – Krajinka
- 2002 – Kruté radosti
- 2007 – Démoni
- 2009 – Pokoj v duši
- 2009 – Nedodržený slib
- 2009 - Čas grimás
- 2010 – Nesmrtelní (seriál)
- 2010 – Kriminálka Staré Město (seriál)
- 2011 – Meruňkový ostrov
- 2011 – Dům
- 2011 – Třešňový chlapec
- 2011 – Cikán
- 2011 - Tele-vision
- 2012 - Momo
- 2012 – 7 dní hříchů
- 2012 – Bouřlivé víno (seriál)
- 2013 – Děkuji, dobře
- 2013 - Dobrý človek
- 2013 - Kolonáda (seriál)
- 2014 – Slovensko 2.0
- 2014 - Láska na vlásku
- 2014 – Krok do tmy
- 2014 - Mirage
- 2014 - Zabudnite na Mcbetha
- 2014 - White God
- 2016 - Učiteľka
- 2016 - Agáva
- 2016 - Vtedy v raji
- 2016 - Krok do tmy
- 2016 - Červený kapitán
- 2017 - Záhradníctvo - Dezertér
- 2017 - 1890 (seriál)
- 2017 - Rex (seriál)
- 2018 - Tlmočník
- 2022 - Piargy

## Ocenění
- 2007 – IGRIC – za najlepší herecký výkon
- 2009 – Pro Probitate (Komárno)
- 2009 – Pro Urbe (Želiezovce)
- 2009 – Moveast (Pécs)
- 2010 – IGRIC – za najlepší herecký výkon
- 2010 – Slnko v sieti
- 2014 – Kisvárda
- 2023 – Slnko v sieti